# Khondemir
Khondemir ou Ghiyas ad-Din Muhammad Khwandamir (vers 1475 - vers 1534) est un historien persan.
Fils de l'historien Mirkhond, il vivait à Hérat. Il fut, comme son père, protégé par l'homme d'État et poète Ali Shir, émir du sultan Husseïn, qui lui confia la garde d'une bibliothèque qu'il avit fondé. 
Il composa deux ouvrages importants : 
- Khêlassê-al-Akbar (« Quintessence de l'histoire »), abrégé chronologique qui va depuis la création jusqu'à l'an 471,
- Habyb-al-Seïar (« l'ami des biographies »), qui s'étend jusqu'à l'an 1523.